# Muko Muko Airport
Muko Muko Airport är en flygplats i Indonesien.   Den ligger i provinsen Bengkulu, i den västra delen av landet, 800 km nordväst om huvudstaden Jakarta. Muko Muko Airport ligger 7 meter över havet.
Terrängen runt Muko Muko Airport är mycket platt. Havet är nära Muko Muko Airport åt sydväst. Runt Muko Muko Airport är det ganska tätbefolkat, med 60 invånare per kvadratkilometer. Omgivningarna runt Muko Muko Airport är en mosaik av jordbruksmark och naturlig växtlighet.